# Lodovico Bellenghi
Lodovico Bellenghi (Faenza, 6 luglio 1815 – Firenze, 24 dicembre 1891) è stato un pittore, disegnatore e ceramista italiano.

## Biografia
Nato da un’agiata famiglia faentina, si formò presso la scuola di disegno "T. Minardi" di Faenza, prima nel periodo della direzione di Pasquale Saviotti e in seguito nel periodo di Giuseppe Marri, caratterizzato dalla maggiore importanza assegnata all'insegnamento dell’incisione.
Nel 1831 si iscrisse all'Accademia di belle arti di Firenze per proseguire i suoi studi dedicandosi alla pittura di figura: in questa città aprì il suo studio, facendo ritorno ogni tanto nella città natale. 
Viaggiò in Europa, America, Marocco, Egitto e soprattutto in Medio Oriente, lavorando alle decorazioni del palazzo 'Abidin (palazzo del Chedivè)  al Cairo e del ex-palazzo reale di Atene.

## Pittura
Produsse opere grafiche, con scene di genere, temi mitologici e storici, e numerosi ritratti. L'Oriente e più in generale l'esotico divenne soggetto ricorrente delle sue opere sia pittoriche
Sperimentò diverse tecniche, dall'affresco, alla pittura a olio, all’encausto, al pastello, alla pittura su stucco lucido
Il suo stile passò da un fare plastico, con contorni fortemente incisi e chiaroscurati, ad una tavolozza più trasparente e luminosa, pre-impressionista.
Dal 1870 si dedicò anche alla pittura su maiolica (ritratti, figure e paesaggi con la tecnica della pittura ad impasto) e si servì per la cottura delle maioliche della fornace di Francesco Ancarani, attiva tra il 1870 e il 1882.

### Opere
- Tela con San Sigismondo nella chiesa omonima di Faenza
- Affresco con Ritratto della marchesa Cattani per la tomba Zauli nel cimitero dell’Osservanza
- Fregio con Ermina fra i pastori in una sala del settecentesco palazzo Bandini-Rossi, distrutto dai bombardamenti della seconda guerra mondiale
- Ritratti in ceramica del Generale Durando, di Giuseppe Baccarini, di Pietro Benedetti, di Giacomo Sacchi, di Federico Argnani e del Generale Farini

Sue opere sono conservate presso la Pinacoteca comunale di Faenza.